# Jacques Guyonnet
Pour les articles homonymes, voir Guyonnet.
 (mai 2013).
 (avril 2012).
Jacques Guyonnet est un compositeur, chef d'orchestre et écrivain né à Genève en mars 1933 et décédé le 18 mai 2018.

## Biographie
Jacques Guyonnet fait des études à la Faculté de littérature à Genève et au conservatoire de Genève, ainsi que les cours d'été internationaux de Darmstadt pour la nouvelle musique (1958/60). Il étudie la composition et la direction avec Pierre Boulez (1959-64). 
Il fonde en 1957 le Studio de Musique Contemporaine de Genève (SMC), association de concerts inspirée dans ses débuts du Domaine musical, présidée par André de Blonay. Il animera la vie musicale genevoise pendant un quart de siècle et proposera la dissolution du SMC en 1983.
En 1962, il publie J'accuse Ernest Ansermet d'être l'assassin d'une génération de compositeurs, deux pages qui déclencheront une polémique dans sa ville, et seront reprises par divers musicologues et philosophes dont Jean-Claude Piguet. En 1963, il passe son brevet d'instructeur de plongée. En 1964 il est conseiller musical de l'Exposition nationale suisse à Lausanne, et crée les Studios A.R.T (audio et vidéo), qu'il modifiera en MIDI, informatique et création virtuelle en 2001 avec Geneviève Calame et Chris Pennycate, et où il  reçoit et forme Peter Greenwood, Jacques Lacour et Christian "Wicked" Wicht dans les étages audio, vidéo et informatiques. Entre 1964 à 1969, il donne des concerts, des conférences et enseigne aux États-Unis. Il est notamment chargé de cours à l'Université de New York à Buffalo, et à l'Université de Champaign Urbana (Illinois). Il fera une tournée de concerts avec l'ensemble des solistes de Lukas Foss, avec un concert final à Carnegie Hall à New York.
Il crée différentes œuvres sous le nom de Jacques Olivier, dont les bande-son des films La Lune avec les dents (1966) et Haschich (1967) de Michel Soutter, et Charles mort ou vif (1969) d'Alain Tanner. 
En 1972, Guyonnet épouse la compositrice Geneviève Calame. Le couple a eu deux enfants.
Au cours de sa carrière, il est chef invité de différents orchestres : à l'Orchestre philharmonique de Stuttgart de 1972 à 1984, à l'Orchestre philharmonique de Prague en 1981, à l'Orchestre national du Brésil en 1984 (Salle Cecilia Meireles à Rio de Janeiro) pour des concerts et des générales ouvertes au public. Il enseigne également à la Musik Hochshule de Zürich de 1981 à 1983.
Il participe à la commission "musique" du Prix quadriennal de la Ville de Genève en 1971 (au juré duquel son élection est annulée en 1978 par l'intervention d'une politicienne), aux Rencontres internationales de Ténérife en 1977 (délégué de la Radio suisse romande), préside la SIMC de 1976 à 1981 ainsi que la commission musique du Conseil de l'Europe pour la préparation de l'Année européenne de la musique, et est expert auprès du Conseil de l'Europe de 1985 à 1987.
Il fonde les Éditions La Margelle et entame une seconde carrière d'écrivain dès 1999, avec trente-deux romans et des essais publiés.Il publie le catalogue en ligne des concerts SMC (2010), un Catalogue déraisonné de ses œuvres (2012) (environ 60 textes non publiés et référencés sur Internet), des électro-songs (de 2001 à 2013, 30 œuvres et esquisses de musique électronique), Le Jigéen, avec Alina Gomez (2013), catalogue en ligne de son travail de création verbale dans ses romans. Son œuvre musicale compte 63 œuvres répertoriées.
Il a mené divers autres projets : un cours pilote MUSINFO pour le Ministère de l'Éducation avec l'appui de l'IRCAM / Centre Pompidou (1970) avec Giuseppe di Giugno (en), et crée une Académie AutreTerre (2012) qui reçoit des personnalités suisses et françaises.

## Publications
- Théorie, esthétique
- Structure et Communication , Collection des Cahiers Renaud/Barrault (Julliard, Paris) 1961
- D'Est en Ouest • (Published by The World of Music, CIM, UNESCO, 1963)
- Essai pour une méthodologie de l'enseignement de la musique à la génération actuelle, avec Gilbert Métraux, DIP/CRPP 1971
- Informer, Former, Réformer • Conseil de l'Europe (1974)
- Musique et Architecture • Faculté d'architecture, Genève, 1976
- About a new function of traditional instruments in broadcasting • European Broadcasting Conference (EBU), Teneriffe, Spain, 16 / 20 mars 1976
- J'accuse Ernest Ansermet (in Journal de Genève1966), suivi de Anermet Re-suscité, in Repères, revue romande trimestrielle no 7, 1983.
- L'Œil du Cyclone, Conseil de l'Europe 1984, Strasbourg, publié dans" Politiques Culturelles " and Construire (Weekly magazine, Switzerland)
- INSOMNIA 84 Rapport vidéo pour René Berger, commande de l'Institut d'Études et de Recherche en information visuelle, Lausanne, 1984.
- Ginastera "Le Fondateur", in Repères, revue romande trimestrielle no 8, 1984.
- Informatique et créativité musicale In Pour une informatique consciente ; presses polytechniques romandes 1985.
- Le Jardin aux sentiers qui bifurquent publié par le Conseil de l'Europe, 1985, Strasbourg

## Thèses sur Jacques Guyonnet
- Suíça : Símbolo de Civilização, Progresso e Cultura, Lisbonne 1976 (Published with the swiss foundation Pro Helvetia)
- The Approach of the Hidden Man a musicology thesis; presented in the Department of Musicology, Montreal University by Georgette Canuel 1969
- Tendances et Realisations by Atlantis Verlag, Zurich 1975
- Jacques Guyonnet : de l'irrespect à l'art total" a musicology thesis by Jean-Claude Cocquempot, University of Paris/Vincennes
- Esprit de Genève - Jacques Guyonnet : I,II, Préliminaire à une histoire sociale de la musique ; III
- Culture et Confédération by Jean-Claude Cocquempot, Université de Paris VIII, 1984.

## Œuvres musicales
Wikipédia n'est ni un annuaire, ni une base de données, ni un site de renseignements téléphoniques, mais une encyclopédie. 
De ce fait, les articles qui la composent ne doivent pas se borner à être de simples compilations de sources primaires, mais doivent au contraire s'appuyer sur des sources secondaires qui analysent le sujet et le mettent en perspective.
- Op 1 Prélude à la mer, orchestre et chœurs, 1955 (Souvenir de Perros Guirec)
- Op 2 Musique de scène pour Alceste, 1956 (pour la Faculté des Lettres de génère)
- Op 3 Musique de scène pour Léonce et Léna, 1957 (à François Simon)
- Op 4 Terre dans le ciel, Opéra de chambre, 1958. Livret de Michel Soutter, Orchestre du Collegium Academicum, direction Robert Dunand
- Op 5 Suite sérielle pour orchestre de chambre, 1958. Création au Théâtre du Petit crève cœur reprise au Conservatoire.
- Op 6 Monades I pour orchestre de chambre, 1958
- Op 7 Polyphonies I, II, III 1959/1960 Alto/flûte/piano; 2 pianos; Alto/flute/2 pianos. Création au Domaine Musical, Paris 1960. Soliste : Serge Collot; Alfons et Aloïs Kontarsky, Aurèle Nicolet. Durée : 6 min 9 min 11 min. Publisher : Universal Éditions (Vienne)
- Op 8 Monades II, 1959:1960 "A Pierre Boulez" 2,2,2,2,2,2,3,4 perc;Ha;Pno;Cel Strings. Création au Domaine Musical, Paris 1961. Sous la direction de Pierre Boulez. Durée : 14 min. Éditions ART Genève.
- Op 9 Monades III, 1961 - "A Hans Rosbaud" - (2,2,2,2,2,2,3,1 Ha;Cel;Pno;4 perc Strings) Commande du Festival de Donaueschingen Création : Donaueschingen, 1961. Sous la direction de Hans Rosbaud (Sudwestfunk Orchestrer) Durée : 11 min. Éditions ART Genève.
- Op 10 "En trois éclats ! - à et selon Pierre Boulez",1964 - Piano solo and chamber orchestra. First Performance with the Orchestre de la Suisse Romande, Lausanne, National Swiss Exhibition and Radio Festival, mai 1984. Soloists : Jean Derbes, Piano, sous la direction de Jacques Guyonnet. Durée : 13 min, Éditions ART Genève1966
- Op 11 1965 I Livre III, Formes pour piano à Jean Derbès
- OP 12 1965 "Stèle in memoriam J.F.K." Orchestre de chambre, récitant et sons électroniques. Durée : 21 min. Éditions ART Genève.
- Op 13 The Approach to the Hidden Man I 1967 First Performance in the SMC concert series. Soloist : Dimitri Markevitch and the SMC soloists. Sous la direction de Jacques Guyonnet. Durée : 14 min Éditions ART Genève. 1968.
- Op 14 "7 Portes du Temps", 1966 Three pieces for symphonic orchestra: 2,3,3,2,4,3,3,1 perc 4,Ha/Cel/Pno Strings 16/14/10/8/5 First Performance at the Lyon Music Festival, 1966. Soloist : Harry Datyner. Sous la direction de Jacques Guyonnet. Durée : 23 min, Éditions ART Genève. n° 8 1967
- Op 15 1968 "The Approach to the Hidden Man II - A Jorge Luis Borges" - First Performance in the SMC concert series. Soloist : Quatuor Parrenin, Cathy Berberian, The SMC Group. Sous la direction de Jacques Guyonnet. Durée : 12 min, Éditions ART Genève 1968.
- Op 16 n° 10 1968 V "Let There Be Events - A composition for three orchestral groups and one conductor". First Performance in the Diorama de Musique Contemporaine with the Swiss Radio. Soloist : SMC chamber ensemble. Sous la direction de Jacques Guyonnet. Durée : 16 min, Éditions ART Genève.
- Op 17 "Chronicles (A labyrinth for piano)". First performance in the SMC concert series, Geneva. Soloist : Jean Derbès. Durée : de 7 à 15 min, Éditions ART Genève. 1969/1970
- Op 18 Images 3/4 du siècle 1970 "Musique de ballet", rock et electronics. Durée : 27 min, Éditions ART Genève.
- Op 19 "Good Grief Jerry - for Jerry, Alfonso, Elaine and Anne-Laurence",1970. First performances in the Carnegie Recital Hall and the Center for Performing Arts, New York University in Buffalo. Soloist : The Lukas Foss Chamber Orchestra, sous la direction de Jacques Guyonnet: Durée : 14 min Éditions ART Genève.
- Op 20 "Le Livre III", 1970 Musique électronique, Trombone and flûte basse. Durée : 16 min, Éditions ART Genève.
- Op 21 "A Single R* - à Serge Collot - (A Single Requiem,)", 1971. Version for alto solo and small ensemble. First performance in SMC concert series, Soloist : Serge Collot. Sous la direction de Jacques Guyonnet. Durée : 16 min, Éditions ART Genève. 1972
- Op 22 "Le Chant remémoré", 1972 First performance in Victoria Hall, Geneva, SMC concert series. The Stuttgart Philarmony Orchestra, the Quatuor Prisma (voices). Sous la direction de Jacques Guyonnet. Durée : 21 min Éditions ART Genève. 1972
- Op 23 Chorus III, 1972 A semi mobile for voice quartet, Flute, trombone, piano, synthesizer, percussion. Durée : 41 min, Éditions ART Genève. 1972
- Op 24 "Die Wandlung (Le Livre des Mutations)", Commissioned by the Pro-Helvetia Foundation. First performance in the International Music Days of the UNESCO, Victoria Hall, Geneva, with the Stuttgart Philharmony Orchestra. Sous la direction de Jacques Guyonnet. Durée : 13 min, the ART Publishing Corp., Geneva HC / 1973:27:09
- Op 25 "Beethoven et le Labyrinthe - Real and false Beethoven's sketches", with the Stuttgart Philharmony, Durée : 7 min, the ART Publishing Corp., Geneva
- Op 26 1974 III "Mémorial pour Artémis Calame" (4 tptes/4 tbnes). First performance by the Edward Tarr Brass Ensemble in the SMC concert series, sous la direction de Jacques Guyonnet. Durée : 4 min, the ART Publishing Corp., Geneva
- Op 27 1974 IV "Les Seigneurs de la Culture (A video tape N/B, 1/2")". First performance at SAVI 1974, encounters about new video art in Geneva, Durée : 20 min, the ART Publishing Corp., Geneva
- Op 28 1974 V "Les Enfants du Désert - à Geneviève Calame" - For large strings orchestra. First performance in the SMC concerts series with the Stuttgart Symphony Orchestra. Sous la direction de Jacques Guyonnet. Final version in Nov. 1985 with the Collegium Academicum, Palais Wilson, Geneva. Durée : 8 min 30s, the ART Publishing Corp., Geneva
- Op 29 1974 VII "Variations sur un thème d'Anton Webern". First performance in the summer concerts of the City of Geneva. Soloist : The Edward Tarr Brass Ensemble. Sous la direction de Jacques Guyonnet. Durée : 9 min, the ART Publishing Corp., Geneva
- Op 30 1974 XII "Lucifer Photophore" (A color video tape on interaction between music and synthesized image). First performance in the ART Center, Geneva. Durée : 11 min, the ART Publishing Corp., Geneva
- Op 31 1975 III "Lucifer Photophore - à Paul Sacher". Commission by Paul Sacher for the AMS Festival in Basel, Switzerland. First performance with the Basler Kammerorchester soloists, conducted by Jacques Guyonnet. Durée : 12 min, Éditions ART Genève. n° 22 1976
- Op 32 "Maria Besta Sabida". A video fiction shown in VIDCOM 76, Cannes, PAL, U-Matic 3/4". Durée : 62 min, the ART Publishing Corp., Geneva
- Op 33 1975 IX Chronicles II A larger version selected by the jury of the International piano music competition of the American League of Composers, N.Y. 1975. Premiere performance at Carnegie Recital Hall. Duration : between 4 and 20 min, Éditions ART Genève.
- Op 34 "Zornagore : une Saga 1976 - A Michel Butor" - "Poeme for symphony orchestra and recitant, texts by Michel Butor". Premiere performance at the Victoria Hall, Geneva. Soloist : Michel Butor and the Stuttgart Philharmonic Orchestra. Sous la direction de Jacques Guyonnet. Durée : 45 min, Éditions ART Genève.
- Op 35 "Immémoriales" 1976 "Piano and electronic sounds". First performance at the Kunstghalle Museum, Zurich. Commissioned by Mario Steiner, Soolist : Geneviève Calame. Duration : 32 min, Éditions ART Genève.
- Op 36 "Les Seigneurs de la culture - Vidéo séquence pour René Berger"
- Op 37 "Les profondeurs de la Terre - A poem for symphonic orchestra", 1977. Premiere performance at the Victoria Hall, Geneva, with the Stuttgart Philharmonic Orchestra, conducted by Jacques Guyonnet. Duration: 17 min, Éditions ART Genève.
- Op 38 "Ombre - A mes amis les Ombrephontes de mer",1979. Premiere performance at the Victoria Hall, with the Stuttgart Philharmonic Orchestra, Soloist : Geneviève Calame, conducted by Jacques Guyonnet. New version: Prague Philharmonic, December 1981. Duration: 19 min, Éditions ART Genève.
- Op 39 "El mar la mar" (sons électronique)
- Op 40 1979 VI Tempi soli Four pieces for chamber orchestra, Commission by the B.A.T. Foundation. Premiere performance in Olten at the AMS Festival. Conductor: Walter Ochsenbein. Duration: 13 min, Éditions ART Genève. n° 29 1979 IX
- Op 41 "Les Dernières Demeures". Commission by the Tonhalle Gesellschaft (Zurich). First performance in Zurich with the Tonhalle Symphony Orchestra. Conductor: Gerd Albrecht. Durée : 16 min, The ART Publishing Corp., Geneva
- Op 42 1979 XII "Anagramme sur le nom de Geneviève Calame". A short piece for 4 brass instruments and mixed chorus. First performance in the Conservatoire Populaire Serie, Geneva. Durée : 1 min 15 s, The ART Publishing Corp., Geneva n° 31 1980 II
- Op 43 31 Harmonique-Souffle "A Alberto Ginastera" "To the solist of the International Chamber Orchestra" (1/1/1/1 2/2/2/ pno 2 perc) First performance with the International Chamber Orchestra, sous la direction de Jacques Guyonnet. Durée : 18 min, the ART Publishing Corp., Geneva
- Op 44 1980/1981 "Electric Sorcerers (The Network Story)" Sketches for a rock opera. For: guitar/bass guitar/drums/synthesizers/electronics/string orchestra/percussion, and 4 voices. Recorded in Munich, Geneva and Cologne for the Westdeutscher Rundfunk. Soloists: J.L. Parodi, J. Guyonnet; The Headlines Voice Quartet. Conductor: Jacques Guyonnet. the WDR string orchestra. Recorded via multi-track recording technique on analog tape, 48 tracks. Duration: 62 min, The ART Publishing Corp., Geneva
- Op 45 "Les Cinquante Jeudis du Professeur Sombrepotim, Génie du Crime" A radio series of 50 x 30 min for children and others. Actor/narrator: Gregory Frank. 1980
- Op 46 1981 14:05 "D'Est en Ouest (une fusion ?) Dédié à Roop Verma". A music for two Indian soloists and a group of rock players, female voice, guitar, bass guitar, 2 synthesizers, drums and electronic sounds. Duration: 35 min, The ART Publishing Corp., Geneva
- Op 47 1982 10:09 "(((( Le jour le plus court )))) - Une ambiance de film pour Pierre Kast"
- Op 48 "La Cantate Interrompue" In memoriam Alberto Ginastera", 1983. 2 pianos, 2 Yamaha DX7 synthesizers, Brass quartet, 1 percussion, narrator/récitant. Premiere Performance at The Victoria Hall, Geneva, with The SMC Soloists, Edward Tarr Brass Ensemble
- Op 49 "La Cantate Interrompue, Version pour 11 solistes et grand orchestre à cordes", November 1986. 2 pianos, 2 Yamaha DX7 synthesizers, Brass quartet, 1 percussion, Soprano voice, narrator/récitant. Premiere Performance at the Victoria Hall, Geneva, with The SMC Soloists, with François Rochaix (narrator/récitant).
- Op 50 "Base / Anabase", 1986. Pour piano solo et grand orchestre de chambre
- Op 51 "Un soupir pour Aurore", 1991. Commande d'Aurore Ginastera et Kennedy Center. Violoncelle et piano.
- Op 52 "Le Motard (pour Marie-Pierre)", 1986. Chanson rock. Recorded and mixed at A.R.T Recording Studio, Geneva.
- Op 53 "Les Angiospermes - Un opéra parlé Comédie de boulevard sur fond de fin du monde", 2003. Pour six acteurs et grand orchestre de chambre. Rôles : Josefina, Alma (les Angiospermes) Aline femme de ménage alias Apocaline, Celsius (un amoureux transi), Jacques le prisonnier, Dieu alias Monsieur Borgès.
- Op 54 "Suite Baroque", 2004. Pour clavecin, piano et orchestre à cordes. Vivo Largo Finale.
- Op 55 "Fugue recommencée", 2004. Solo piano
- Op 56 "A small Bang", 2005. Solo piano
- Op 57 "Les Electro songs (Parlez-vous français?, Une genèse pour René, Are you so sex?, Atmos Anima, La voix ensevelie, Mes hommes à moi, Le Vieux de la montagne, De la vivisection amoureuse)". 2005
- Op 58 "Chaconne too (électro)", 2006
- Op 59 "Alpha Shadow", 2007. Solo piano
- Op 60 La De Montenach suite (A Parissa)

## Œuvres littéraires

### Romans
- Op 1) Idéale Maîtresse, Les aventures de Lilith, 1999
- Op 2) On a volé le Big Bang, Trilogie Fréquence Femme I, 2000
- Op 3) Les Culs (Une promenade parisienne) Trilogie Fréquence Femme II, 2001
- Op 4) La Tempête Trilogie Fréquence Femme III, 2 011
- Op 5) Sauve qui peut l’Amérique (1776-2015), Trilogie Chandro I, 2002
- Op 6) L’Amérique brûle-t-elle ? Trilogie Chandro II, 2003
- Op 7) L’Origine Elle Trilogie Chandro III (avec : Les Angiospermes, théâtre, un opéra parlé, 2003)
- Op 8) H sur Genève (Histoire vraie de Mirabelle LaNuit suivie des Derniers Instant de la cité de Calvin), 2004
- Op 9) Mais qui s’est tapé Molly Schmoll ? (Pourquoi Dieu existe et n’existe pas), 2005
- Op 10) L’été Jolene, (Quatuor et Saga de Manküngrif’), 2006
- Op 11) La Déesse de Grattavache (Le vol de Diamant Noir) (juin 2008)
- Op 12) Le 12e Évangile (Les femmes préfèrent les femmes) (octobre 2010)
- Op 13) Les plus belles jambes du 3 septembre (Transchronik phone) 2010
- Op 14) Le verre de l’Apocalypse, 2010
- Op 15) Les Angiospermes, théâtre, révision 2 011.
- Op 16) Silent Idol et autres textes (But… Who has stolen the code ?) mars 2 011
- Op 17) Une semaine bien remplie
- Op 18) The Plot (une Bédé style 60/70)
- Op 19 Une soirée avec Faustus (inédit)
- Op 20 Catalogue déraisonné des opus, couvertures et des livres fantômes. (Mars 2014, ensemble des textes écrits depuis 1951)

- Op 21 Libérez Dieu! (Ballaloum Gafor) juin 2014
- Op 22 Chers immortels! (Candidature officielle à l’Académie française)
- Op 23 Je ne te dis pas! (En collaboration avec pour Alina Gomez)
- op 24 Requiem pour Wolinski.
- Op 25 Quatre fantaisies juin 2015 (24 pages) 1) Chers immortels ! (Candictature à l’Académie française) 2) La Semaine furieuse de Jacques Guyonnet (solo) 3) Pauline de Picardie (théâtre : un acte imaginaire)
- 4)Les « Unes »
- Op 26 Catalogue de la colère et des vecteurs féminins (Mars 2016)
- Op 27 Je resterai avec toi jusqu’au bout du monde Avril 2016
- Op 28 Je ne suis qu’un copiste (comme mon pote Mozart) mars 2017
- Op 29 Mort, liberté, révolution mars 2017
- Op 30 Réception de François Gonet à l’Académie AutreTerre
- Op 31 Réception de Guillaume Chenevière à l’Académie AutreTerre
- Op 32 Réception de Nicolas Junod à l’Académie AutreTerre